# Kluftkarre

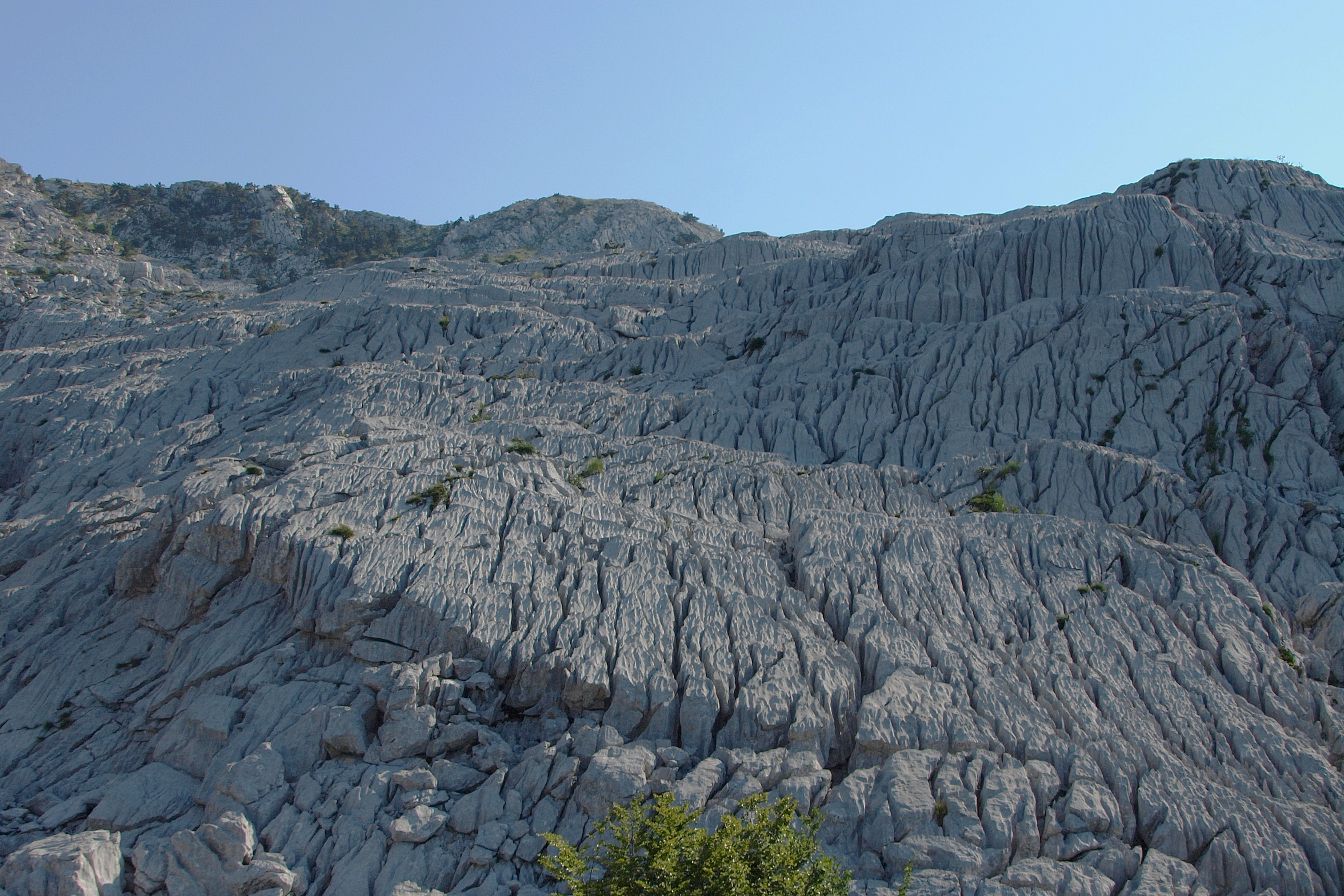
Kluftkarren an einer Schichttreppe, Reovačka greda, Montenegro

Eine Kluftkarre ist eine Karrenstruktur erster Ordnung. Sie entsteht in Karstgebieten durch Lösungsverwitterung entlang vertikalen Unstetigkeitsflächen im Gesteinskörper.

## Geschichte
Die ausführlichere wissenschaftliche Beschreibung von Kluftkarren, engl. grikes oder cutters, beginnt im Jahr 1900 mit M. Eckert und 1904 mit E. Chaix. Es folgen neben vielen anderen Autoren 1930 H.G. Lindner, 1960 Alfred Bögli, 1966 M.M. Sweeting, 1970 A. Pluhar & D.C. Ford und 1978 K. Wirth. Eine neuere Arbeit stammt von Helen S. Goldie aus dem Jahr 2008.

## Beschreibung

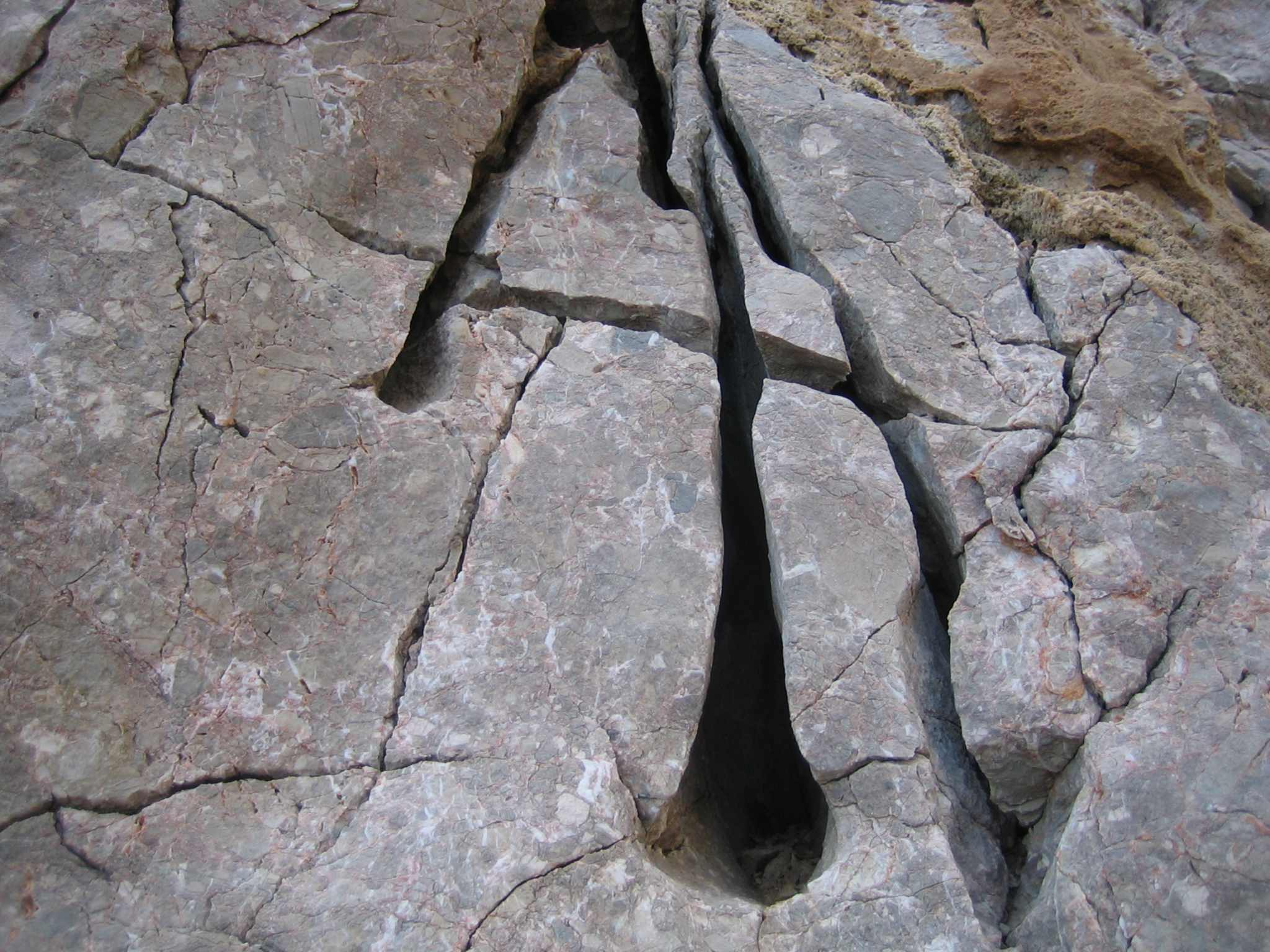
Kluftkarren im Velebit

Kluftkarren sind wie der Name impliziert an Klüfte, Risse, Brüche oder andere vertikale Unstetigkeitsflächen des Karstgesteins gebunden. Zu Flachkarren stehen sie meist mehr oder weniger senkrecht und sind wie sie Karrenstrukturen erster Ordnung. Kluftkarren zeigen im Profil eine keilförmige Gestalt, sie sind an der Oberfläche wesentlich breiter als in der Tiefe. Nur bei schmäleren Kluftkarren ist dieses Keilprofil geradlinig, größere Kluftkarren sind an der Oberfläche trompetenartig ausgeweitet. Kluftkarren können vollständig mit Boden verfüllt sein, oft findet sich Pflanzenbewuchs meist jedoch nur in tieferen Lagen; viele Kluftkarren sind auch vollkommen leer.
Klufkarren beginnen an Haarrissen im Submillimeter- bis Millimeterbereich und können sich bis hin zum Meterbereich ausweiten. In ihrer Längendimension erreichen sie den Zehnermeterbereich, in der Tiefe oft mehrere Meter.
Kluftkarren sind gewöhnlich mit Karrenstrukturen zweiter oder dritter Ordnung assoziiert, meist mit Rillenkarren oder Rinnenkarren, die selbst wieder von Napfkarren oder Lösungsrippeln überprägt werden können. Sind die Flachkarren an der Oberfläche mit Rundkarren überzogen, so leiten diese mit Erreichen des Randes in vertikale Rinnenkarren über. Oft sind Kluftkarren auch mit horizontal verlaufenden Lösungsrippeln überzogen.

## Entstehung
Kluftkarren können im nackten Fels oder unter Bodenbedeckung entstehen.
Es besteht kein Zweifel, dass Kluftkarren durch eine Kombination aus chemischer Lösungsverwitterung und hydrodynamischen Fliessprozessen geschaffen werden. Grundbedingung für ihr Entstehen ist jedoch das Vorhandensein eines Netzes vertikaler Unstetigkeitsflächen im Gestein, die es dem auf den Flachkarren sich sammelnden Niederschlag ermöglichen, sich selektiv in tiefere Bereiche einzuätzen.
Das nach unten sich verjüngende keilförmige Profil der Klüfte belegt, dass differentielle Lösungsprozesse am Werk sind und dass die örtliche Lösungsgeschwindigkeit nach unten allmählich abnimmt. Die konvexe Ausgestaltung ausgereifter Kluftkarren deutet ferner darauf hin, dass diese Abnahme der Lösungsgeschwindigkeit mit der Tiefe nicht konstant bleibt und keine lineare Funktion darstellt. Der in einer das Gestein bedeckenden Grenzschicht erfolgende Massentransfer ist maximal unmittelbar an der Oberfläche und verringert sich mit zunehmender Tiefe.

## Bedeutung
Kluftkarren durchschlagen zumindest eine Sedimentbank, können aber durchaus wesentlich weiter in den Schichtverband vordringen. In Karstgebieten sind sie folglich Strukturen von fundamentaler Tragweite, da sie die prinzipiellen Drainagewege zum darunterliegenden Epikarst, zu Dolinen, zu unterirdischen Höhlensystemen und Flussläufen herstellen. Dennoch sollte ihre Bedeutung in der Kanalisierung des oberirdischen Ablaufs nicht unterschätzt werden.

## Vorkommen

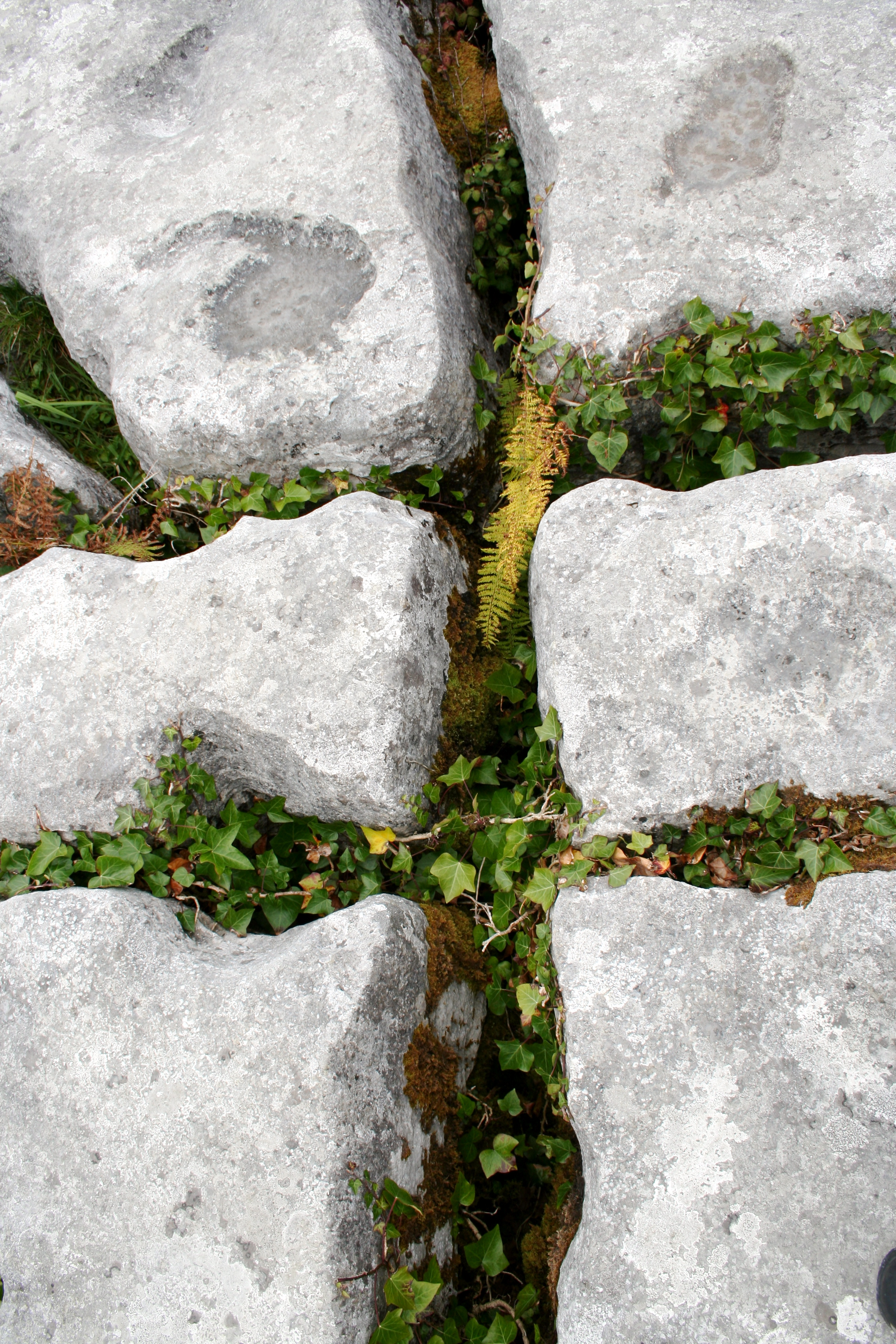
Mit Vegetation verfüllte Kluftkarren im Burren

Kluftkarren sind vorwiegend in Kalken und Dolomiten anzutreffen, ihr Vorkommen ist daher weltweit. Schöne Beispiele von Kluftkarren finden sich in karbonischen Kalken am Malham Tarn oder am Buttertubs-Pass in Yorkshire und im Burren in Irland, im Giant Grikeland in Australien und in El Torcal de Antequera in Spanien.